# Machadoporites tantillus
Machadoporites tantillus е вид корал от семейство Poritidae.

## Разпространение и местообитание
Видът е разпространен в Оман.
Обитава океани, морета и рифове.